# Assemblée parlementaire du Conseil de l'Europe
Pour les articles homonymes, voir Assemblée parlementaire et APCE.
Ne doit pas être confondu avec Parlement européen ou Assemblée de l'Union de l'Europe occidentale.
Palais de l'Europe
L'Assemblée parlementaire du Conseil de l'Europe (APCE) est la dimension parlementaire du Conseil de l'Europe, une organisation internationale regroupant 46 pays européens qui se sont engagés à respecter les droits de l'homme, la démocratie et la primauté de droit. L'Assemblée est composée de parlementaires désignés par les parlements nationaux des États membres du Conseil de l'Europe. Elle est présidée par le grec Theódoros Roussópoulos depuis janvier 2024.

## Historique
L'Assemblée est instituée par le statut de l'organisation, signé à Londres le 5 mai 1949. L'article 22 dispose que l'Assemblée est l'organe délibérant du Conseil de l'Europe. Appelée « Assemblée consultative » dans le statut, elle est couramment dénommée « Assemblée parlementaire » depuis 1974. 
L'Assemblée parlementaire du Conseil de l'Europe, qui tient sa première session le 10 août 1949, peut être considérée comme la plus ancienne assemblée parlementaire pluraliste internationale composée de députés élus démocratiquement.

## Mode de fonctionnement
L'Assemblée parlementaire définit elle-même son ordre du jour. Elle débat des événements européens et internationaux et examine les sujets et problèmes d'actualité qui préoccupent la population des pays de l'Europe. Les principaux thèmes abordés sont les droits de l'homme, la démocratie, la protection des minorités et l'état de droit. Elle maintient également un dialogue avec le Comité des ministres, qui représente les gouvernements du Conseil de l'Europe.
L’Assemblée parlementaire se réunit en règle générale quatre fois par an à Strasbourg au Palais de l'Europe, pour une semaine. Les huit commissions générales de l’Assemblée se réunissent tout au long de l’année pour élaborer des rapports et adopter des projets de résolution et de recommandation dans leurs domaines de compétences.
Ce n'est pas un organe législatif. C'est un organe de discussion composé d'un certain nombre de représentants de chaque État membre issus des Parlements nationaux et désignés par les Parlements nationaux.

## Composition et différents statuts
Elle dispose d'un total de 612 membres — 306 représentants et 306 suppléants — qui sont des représentants des parlements de chaque État membre du Conseil de l'Europe. Chaque parlement choisit le mode de désignation de ses représentants à l'Assemblée parlementaire. En outre, la composition politique de chaque délégation nationale doit refléter la représentation des différents partis dans le cadre des parlements respectifs.
La population et le poids économique de chaque pays détermine le nombre de ses représentants et donc le nombre de votes. En revanche, au sein du Comité des ministres, l'organe ministeriel du Conseil de l'Europe, chaque pays dispose d'une voix.
Il y a également des délégués des parlements du Kirghizistan, de la  Jordanie, du Maroc, et de Palestine, qui bénéficient du statut de « Partenaire pour la démocratie » auprès de l'Assemblée.
Les parlements du Canada, d'Israël et du Mexique bénéficient du statut d'observateur.
Le parlement de Biélorussie a vu son statut d'invité spécial suspendu en 1997.
Parmi les anciens membres de l'APCE figurent :
- Dick Marty (Suisse), nommé à la fin de 2005 en tant que rapporteur d'enquête sur le scandale des restitutions extraordinaires de la CIA.
- Marcello Dell'Utri (Italie), condamné en appel en 2010 à 7 ans de prison pour complicité d'association mafieuse (concorso in associazione mafiosa)[2].

### Par pays

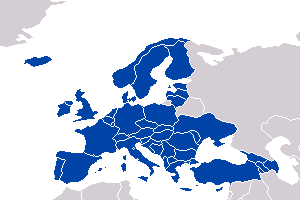
Pays membres du Conseil de l'Europe.

Le nombre de représentants dans chaque délégation parlementaire est le suivant :
| Pays                    | Sièges | Date d'adhésion      |
| ----------------------- | ------ | -------------------- |
| Albanie                 | 4      | 1995                 |
| Allemagne               | 18     | 1951                 |
| Andorre                 | 2      | 1994                 |
| Arménie                 | 4      | 2001                 |
| Autriche                | 6      | 1956                 |
| Azerbaïdjan             | 6      | 2001                 |
| Belgique                | 7      | 1949                 |
| Bosnie-Herzégovine      | 5      | 2002                 |
| Bulgarie                | 6      | 1992                 |
| Chypre                  | 3      | 1961                 |
| Croatie                 | 5      | 1996                 |
| Danemark                | 5      | 1949                 |
| Espagne                 | 12     | 1977                 |
| Estonie                 | 3      | 1993                 |
| Finlande                | 5      | 1989                 |
| France                  | 18     | 1949                 |
| Géorgie                 | 5      | 1999                 |
| Grèce                   | 7      | 1949                 |
| Hongrie                 | 7      | 1990                 |
| Irlande                 | 4      | 1949                 |
| Islande                 | 3      | 1959                 |
| Italie                  | 18     | 1949                 |
| Lettonie                | 3      | 1995                 |
| Liechtenstein           | 2      | 1978                 |
| Lituanie                | 4      | 1993                 |
| Luxembourg              | 3      | 1949                 |
| Macédoine du Nord       | 3      | 1995                 |
| Malte                   | 3      | 1965                 |
| Moldavie                | 5      | 1995                 |
| Monaco                  | 2      | 2004                 |
| Monténégro              | 3      | 2008                 |
| Norvège                 | 5      | 1949                 |
| Pays-Bas                | 7      | 1949                 |
| Pologne                 | 12     | 1991                 |
| Portugal                | 7      | 1976                 |
| République tchèque      | 7      | 1991/1993            |
| Roumanie                | 10     | 1993                 |
| Royaume-Uni             | 18     | 1949                 |
| Russie (exclue en 2022) | 18     | 1996-2014, 2019-2022 |
| Saint-Marin             | 2      | 1988                 |
| Serbie                  | 7      | 2003                 |
| Slovaquie               | 5      | 1991/1993            |
| Slovénie                | 3      | 1993                 |
| Suède                   | 6      | 1949                 |
| Suisse                  | 6      | 1963                 |
| Turquie                 | 18     | 1949                 |
| Ukraine                 | 12     | 1995                 |

### Par groupe parlementaire
L'Assemblée parlementaire est aussi organisée en groupes parlementaires. Chaque représentation doit refléter la représentation des différents partis politiques qui siègent à l'Assemblée parlementaire. Cette assemblée parlementaire se constitue en délégations nationales et en groupes trans-nationaux. Les groupes trans-nationaux ont été encouragés. Au milieu des années 1960, il y a un encouragement à la création de groupes politiques. Ceux-ci s'engagent à respecter les valeurs démocratiques. Pour constituer un groupe, il faut 20 parlementaires d'au moins 6 États.
| Groupe                         | Groupe                                                                | Président            | Membres |
| ------------------------------ | --------------------------------------------------------------------- | -------------------- | ------- |
|                                | Groupe des socialistes, démocrates et verts (SOC)                     | Frank Schwabe        | 152     |
|                                | Parti populaire européen (PPE)                                        | Davor Ivo Stier      | 145     |
|                                | Groupe des conservateurs européens et l'Alliance démocratique (CE/AD) | Ian Liddell-Grainger | 103     |
|                                | Alliance des démocrates et des libéraux pour l'Europe (ADLE)          | Iulian Bulai         | 92      |
|                                | Groupe pour la gauche unitaire européenne (GUE)                       | Andrej Hunko         | 34      |
|                                | Non-inscrits                                                          | Aucun                | 56      |
|                                |                                                                       |                      |         |
|                                | Autres membres                                                        | Autres membres       | 30      |
| Observateurs                   | Observateurs                                                          | 15                   |         |
| Partenaires pour la démocratie | Partenaires pour la démocratie                                        | 15                   |         |
| Autres                         | Autres                                                                | 3                    |         |
|                                |                                                                       |                      |         |
| Total                          | Total                                                                 | Total                | 654     |

## Langues
Les langues officielles du Conseil de l’Europe sont l’anglais et le français, mais l’Assemblée parlementaire utilise également l’allemand, l’italien, le russe et le turc comme langues de travail. Chaque parlementaire dispose d’écouteurs individuels et d’un pupitre lui permettant de choisir quelle langue il souhaite entendre. Lors de la venue d’invités étrangers parlant une autre langue, ceux-ci doivent soit s’exprimer dans l’une des deux langues officielles, soit être accompagné de leur propre interprète.
Malgré ce fonctionnement en apparence idéal et relativement peu coûteux, il apparaît que la plupart des interventions devant l’Assemblée parlementaire se font en anglais.

## Présidence
Le président de l'Assemblée parlementaire du Conseil de l'Europe est élu chaque année. 
La présidence de l'Assemblée parlementaire du Conseil de l'Europe est exercée par :
| Période                   | Nom                                  | Étiquette nationale                     | Pays        |
| ------------------------- | ------------------------------------ | --------------------------------------- | ----------- |
| 1949                      | Édouard Herriot (à titre provisoire) | Radical-socialiste                      | France      |
| 1949-1951                 | Paul-Henri Spaak                     | Socialiste                              | Belgique    |
| 1952-1954                 | François de Menthon                  | MRP                                     | France      |
| 1954-1956                 | Guy Mollet                           | Socialiste                              | France      |
| 1956-1959                 | Fernand Dehousse                     | Socialiste                              | Belgique    |
| 1959                      | John Edwards                         | Travailliste                            | Royaume-Uni |
| 1960-1963                 | Per Federspiel                       | Libéral                                 | Danemark    |
| 1963-1966                 | Pierre Pflimlin                      | MRP                                     | France      |
| 1966-1969                 | Sir Geoffrey de Freitas              | Travailliste                            | Royaume-Uni |
| 1969-1972                 | Olivier Reverdin                     | Libéral                                 | Suisse      |
| 1972-1975                 | Giuseppe Vedovato                    | Démocrate-chrétien                      | Italie      |
| 1975-1978                 | Karl Czernetz                        | Social-démocrate                        | Autriche    |
| 1978-1981                 | Hans de Koster                       | Libéral                                 | Pays-Bas    |
| 1981-1982                 | José María de Areilza                | Centriste                               | Espagne     |
| 1983-1986                 | Karl Ahrens                          | Social-démocrate                        | Allemagne   |
| 1986-1989                 | Louis Jung                           | Centriste                               | France      |
| 1989-1992                 | Anders Björck                        | Libéral                                 | Suède       |
| 1992                      | Geoffrey Finsberg                    | Conservateur                            | Royaume-Uni |
| 1992-1995                 | Miguel Angel Martinez                | Socialiste                              | Espagne     |
| 1996-1999                 | Leni Fischer                         | Chrétien-démocrate                      | Allemagne   |
| 1999-2002                 | Lord David Russell-Johnston          | Libéral                                 | Royaume-Uni |
| 2002-2004                 | Peter Schieder                       | Social-démocrate                        | Autriche    |
| 2005-2008                 | René van der Linden                  | Chrétien-démocrate                      | Pays-Bas    |
| 2008-2010                 | Lluís Maria de Puig                  | Socialiste                              | Espagne     |
| 2010-2012                 | Mevlüt Çavuşoğlu                     | Parti de la justice et du développement | Turquie     |
| 2012-2014                 | Jean-Claude Mignon                   | PPE                                     | France      |
| 2014-2016                 | Anne Brasseur                        | Parti démocratique                      | Luxembourg  |
| 2016-2017                 | Pedro Agramunt                       | Parti populaire                         | Espagne     |
| 2017                      | Sir Roger Gale                       | Conservateur                            | Royaume-Uni |
| 2017-2018                 | Stella Kyriakides                    | Rassemblement démocrate                 | Chypre      |
| 2018                      | Michele Nicoletti                    | Parti démocrate                         | Italie      |
| 2018-2020                 | Liliane Maury Pasquier               | Socialiste                              | Suisse      |
| 2020-2022                 | Rik Daems                            | Open Vld                                | Belgique    |
| 2022-2024                 | Tiny Kox                             | Socialiste                              | Pays-Bas    |
| Depuis le 24 janvier 2024 | Theódoros Roussópoulos               | Nouvelle Démocratie                     | Grèce       |

## Délégation française
La délégation française en 2025 est la suivante :
|                            |                            |           |           |        |
| Qualité                    | Nom                        | Étiquette | Étiquette | Groupe |
| Président de la délégation | Bertrand Bouyx             |           | HOR       | ADLE   |
| Premier Vice-Président     | Alain Milon                |           | REP       | PPE/DC |
| Vice-Présidents            | Olivier Bitz               |           | UC        | ADLE   |
| Vice-Présidents            | Sophia Chikirou            |           | LFI-NFP   | GUE    |
| Vice-Présidents            | Marie-Christine Dalloz     |           | DR        | PPE/DC |
| Vice-Présidents            | Michelle Gréaume           |           | CRCE-K    | GUE    |
| Vice-Présidents            | Sylvie Josserand           |           | RN        | CEPA   |
| Vice-Présidents            | Claude Kern                |           | UC        | ADLE   |
| Vice-Présidents            | Matthieu Marchio           |           | RN        | CEPA   |
| Vice-Présidents            | Didier Marie               |           | SER       | SOC    |
| Vice-Présidents            | Stéphane Mazars            |           | EPR       | ADLE   |
| Vice-Présidents            | Louise Morel               |           | Dem       | ADLE   |
| Vice-Présidents            | Liliana Tanguy             |           | EPR       | ADLE   |
| Vice-Présidents            | Céline Thiébault-Martinez  |           | SOC       | SOC    |
| Titulaires                 | Alain Cadec                |           | REP       | PPE/DC |
| Titulaires                 | Emmanuel Fernandes         |           | LFI-NFP   | GUE    |
| Titulaires                 | Marietta Karamanli         |           | SOC       | SOC    |
| Titulaires                 | Pierre Meurin              |           | RN        | CEPA   |
| Titulaires                 | Sandra Regol               |           | EcoS      | SOC    |
| Suppléants                 | François Bonneau           |           | App. UC   | ADLE   |
| Suppléants                 | Ian Boucard                |           | DR        | NI     |
| Suppléants                 | Gabrielle Cathala          |           | LFI-NFP   | GUE    |
| Suppléants                 | Christophe Chaillou        |           | SER       | SOC    |
| Suppléants                 | Bruno Clavet               |           | RN        | CEPA   |
| Suppléants                 | François Cormier-Bouligeon |           | EPR       | ADLE   |
| Suppléants                 | Alexandre Dufosset         |           | RN        | CEPA   |
| Suppléants                 | Nicole Duranton            |           | RDPI      | ADLE   |
| Suppléants                 | Sylvie Goy-Chavent         |           | REP       | PPE/DC |
| Suppléants                 | Christian Klinger          |           | REP       | PPE/DC |
| Suppléants                 | Jean Laussucq              |           | EPR       | ADLE   |
| Suppléants                 | Maud Petit                 |           | Dem       | ADLE   |
| Suppléants                 | Isabelle Rauch             |           | HOR       | ADLE   |
| Suppléants                 | Alexandre Sabatou          |           | RN        | CEPA   |
| Suppléants                 | Sabrina Sebaihi            |           | EcoS      | SOC    |
| Suppléants                 | Silvana Silvani            |           | CRCE-K    | GUE    |
| Suppléants                 | Anne Stambach-Terrenoir    |           | LFI-NFP   | GUE    |